# Baijnath (Himachal Pradesh)
Baijnath (hindi बैजनाथ) – miasto w północnych Indiach w stanie Himachal Pradesh, w zachodnich Himalajach.